# Olba (Olst)
Olba was een vleesverwerkend bedrijf in de Overijsselse plaats Olst. Van het gesloopte bedrijf resteert nog een beeld uit 1932 en de als gemeentelijk monument erkende Olba-schoorsteen.
In 1832 stichtte Roelof Bakhuis (1812-1891) een spekslagerij in het centrum van Olst. In 1874 kocht Bakhuis een stuk grond op de Olsterkamp dat hij bestemde voor een slagerij annex rokerij. Dit bedrijf groeide uit tot een vleesverwerkend bedrijf onder de naam R. Bakhuis & Zonen. De familie Bakhuis bezat ook de steenfabriek 't Haasje in de uiterwaarden nabij Olst. Personeel dat in de zomer ingezet werd in de steenfabriek kon in de winter aan het werk in de slachterij. Begin jaren twintig van de 20e eeuw voegde men soepen en groenten in blik aan het assortiment toe. In 1932 werd het 100-jarig bestaan van het bedrijf gevierd dat in 1929 was omgezet in de NV Bakhuis Vleeschwaren- en Conservenfabrieken Olba. Ter gelegenheid hiervan vervaardigde een Haagse beeldhouwer een beeld van een klimmende naakte man. Het beeld werd in 2011 herplaatst bij het voormalige hoofdkantoor van het bedrijf aan de Aaldert Geertsstraat. In de jaren vijftig en zestig van de 20e eeuw was Olba de grootste werkgever van Olst, met in 1963 bijna 300 werknemers. In 1962 werd het familiebedrijf Olba (met de vierde generatie Bakhuis aan het roer) door Unox (een onderdeel van Unilever) overgenomen. In 1978 besloot Unilever om de productie in Olst over te hevelen naar Oss. Olba werd in 1979 gesloten. Van het bedrijf resten alleen nog de schoorsteen en het beeld uit 1932. In 2009 werd de schoorsteen gerenoveerd. De schoorsteen van Olba is erkend als gemeentelijk monument.

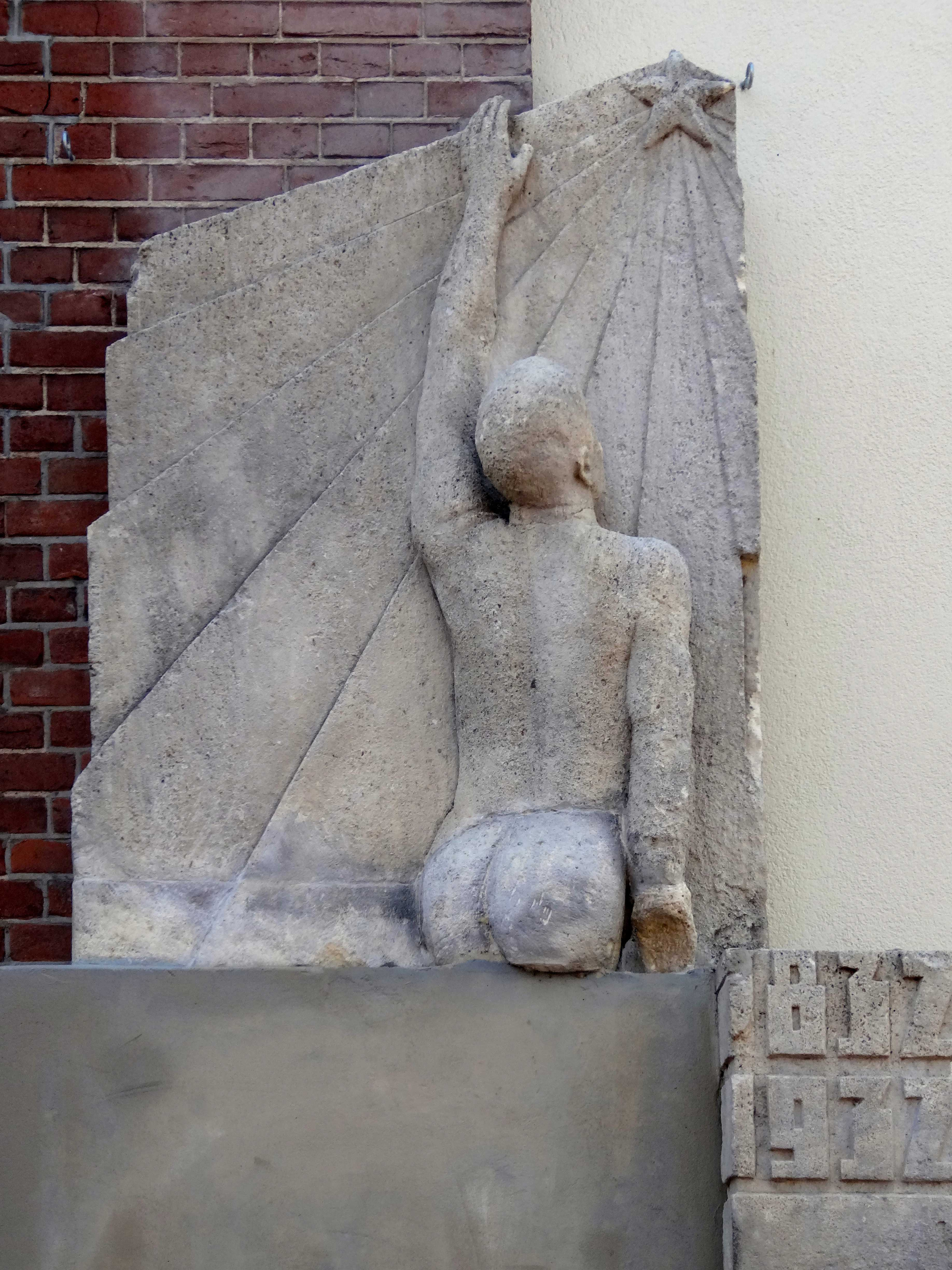
Het beeld gemaakt in 1932
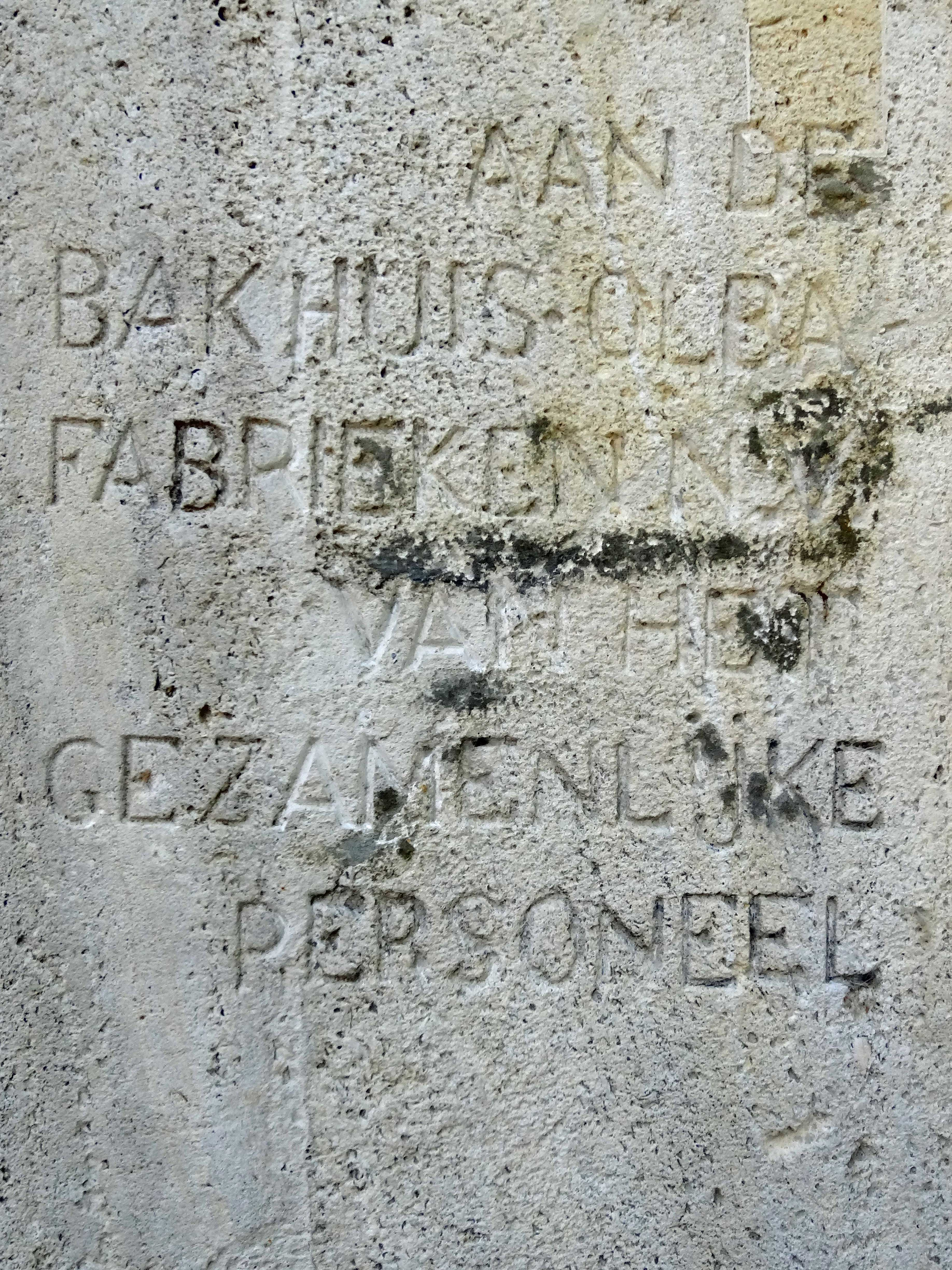
"Aan de Bakhuis-Olba fabrieken van het gezamenlijke personeel"